# Asmate anastomosaria
Asmate anastomosaria är en fjärilsart som beskrevs av Barend J. Lempke 1970. Asmate anastomosaria ingår i släktet Asmate och familjen mätare. Inga underarter finns listade i Catalogue of Life.